# Оршанская городская художественная галерея
Оршанская городская художественная галерея В. А. Громыко (белор. Аршанская гарадская мастацкая галерэя У. А. Грамыка) — музей в здании бывшего иезуитского коллегиума XVII века в городе Орше Оршанского района Витебской области Белоруссии.

## История и описание
Оршанская городская художественная галерея Виктора Громыко — молодой музей, находится в уникальном здании бывшего иезуитского коллегиума XVII века. Старинная архитектурная постройка модернизирована. Открыта галерея в 2008 году к Республиканскому празднику сельских работников «Дожинки — 2008». В настоящее время — знаменитая достопримечательность Орши. Галерея носит имя народного белорусского живописца Виктор Громыко, ветерана ВОВ. Здесь подписываются документы международного уровня. На стенах фотографии императоров, монархов, деятелей шляхты ВКЛ и Речи Посполитой. Среди них спонсоры иезуитов в Орше — Лев Сапега, Ян. Первый гость галереи — Президент Беларуси Александр Лукашенко. Его приятный сувенир — шедевр белорусского мастера живописи Владимира Масленикова «Полоцкие дали». В помещениях музея всегда посетители: до 10 000 человек в год.
Оригинальность залов — в наличии многочисленных комфортабельных подоконников, удлиненных холлах с особой звуковой динамикой, нестандартных дверных проемах. Интерьер залов выполнен в манере средневековья: светильники и витражи с великолепным литьем. Руководит музеем Евгения Горбаченко.
В распоряжении музея помещение Виктора Громыко, выставки о культурном наследии Орши, о хронике постройки Ордена иезуитов в Орше. Все экскурсия проходят под бой башенных часов. Особое внимание привлекает эскиз местности бывшего коллегиума в 17-18-го веков. Здесь осталось архитектурная постройка семинарии — модель трехсотлетней музыкальной школы. Сейчас это Городской дом ремесел. Модернизированное строение коллегиума иезуитов было первым каменным зданием в Орше. Вскоре открылись аптека, театр, пошивочные, слесарные мастерские, смоловарня и пивоварня.
Самый старый предмет в галерее — кулон Свято-Богоявленского Кутеинского мужского монастыря. Он образец искусной резьбы по дереву умельцев 17-го века.
В это время в Орше было 11 храмов различных направлений. Это способствовало развитию художественного искусства, ремесел. Особой популярностью пользуется творчество Оршанской художницы Валентины Янковской. Иконы ручной вышивки находятся в Свято-Успенском женском монастыре. Для неё были выгодные предложения других музеев продать картины. Но В. Янковская все оставила в дар храму и музею. Оригинальная скульптура конца XIX века «Киргиз с Беркутом» Евгения Лансере один из уникальных экспонатов Музейного комплекса.
В галерее Виктора Громыко — собрания его произведений изобразительного искусства. В Орше достаточно разных музеев. Часто проходят передвижные художественные выставки. А галерея одна. Именно она посвящена историческим и культурным традициям города. Коллекции членов Союза художников БССР Николая Полянкова и Петра Романовского, членов Белорусского союза художников Николая Таранды и Анатолия Журавлева, а также Александра Шакутина и Александра Башкова широко представлены в галерее. Здесь открыто хранятся экспонаты Музейного комплекса. Гости галереи видят лишь 5-17 процентов фонда. По инициативе Ирины Тимошенко в 2010 году здесь открыты стенды для хранилищ — депозитарий. Фонды посещают по пять гостей. Есть специальные приборы гигрометры. Они контролируют влажность в помещении. На полках закреплены экспонаты для хранения и осмотра. Фонд в настоящее время насчитывает свыше 330 единиц. Это шедевры разных художественных жанров. Созданы на Оршанщине с половины 20-го века и до настоящего времени.
В коллегиуме были Наполеон Бонапарт, а также некогда французский посол Мари-Анри Бейль ставший затем писателем Фредериком де Стендалем. Благодаря этому коллектив музея внес в программу для гостей свою «изюминку» — моделирование событий. Это интригует посетителей, оживляет экскурсии. Музей довольно молод. Но уже работает над перспективным проектом — «Коллегиум». В начале весны сотрудниками галереи проводится фестиваль искусствоведов мира. На пятой международной экспозиции представлены работы художников из разных стран: России, Беларуси, Украины, Казахстана, Армении, Болгарии.